# Medroxiprogesterona
A Medroxiprogesterona é uma molécula usada em contraceptivos hormonais. Pode ser usada no tratamento de endometriose; seus possíveis efeitos colaterais incluem ganho de peso, depressão, entre outros.[carece de fontes?]